# Riefensberg
Riefensberg é um município da Áustria, situado no distrito de Bregenz, no estado de Vorarlberg. Tem 14,84 km² de área e sua população em 2019 foi estimada em 1.055 habitantes.